# Sakarya-Bosporus
Der Sakarya-Bosporus (türkisch Sakarya Boğazı) ist eine ehemalige, heute verlandete Meerenge zwischen Schwarzem Meer und Marmarameer in der Nordwest-Türkei. Der Begriff des Sakarya-Bosporus wurde 1944 als „Sakaria-Bosporus“ vom deutschen Geologen, Paläontologen und Bibliothekar Max Pfannenstiel im Zusammenhang mit seinen Feldforschungen zu Verbindungen zwischen Mittelmeer, Marmarameer und Schwarzem Meer geprägt und wie folgt zum ersten Mal benutzt:
„Diese Verbindung erfolgte durch die tektonische Senke des Golfes von Ismid über den Sapancasee zum Sakaria. Ich nenne im folgenden diese diluviale Meeresstraße kurz den Sakaria-Bosporus nach dem großen historischen Schicksalsstrom der modernen Türkei“.

## Forschungsgeschichte

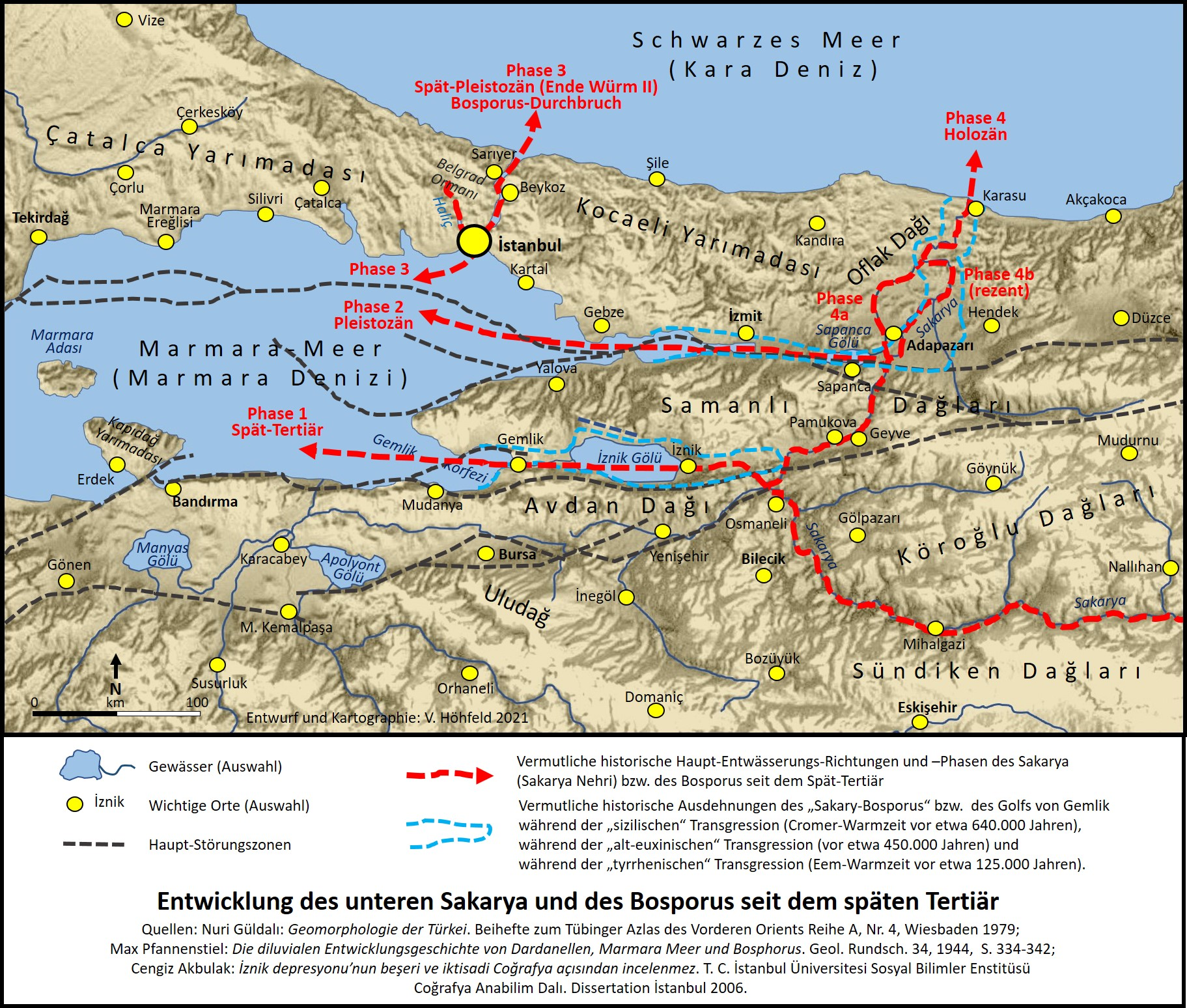
Die Karte zeigt die Entwicklung des unteren Sakarya Nehri seit dem späten Tertiär im Zusammenhang mit der Bildung des Gemlik-İznik-Grabens, des Sakarya-Bosporus und des rezenten Bosporus.

Die Idee einer einst alternativ zum rezenten Bosporus bestehenden Wasserstraßen-Verbindung zwischen Schwarzem Meer und Marmarameer bzw. Mittelmeer wurde seit Pfannenstiels Statement unter unterschiedlichsten Aspekten kontrovers diskutiert, wobei zum einen der Unterlauf des Sakarya (türkisch: Sakarya Nehri), zum anderen die westlichen Partien der Nordanatolischen Verwerfung eine nicht unerhebliche Rolle spielten. Bereits der antike griechische Geschichtsschreiber und Geograph Strabon hatte sich mit der Frage einer solchen Verbindung auseinandergesetzt:
‘‘The Euxine Sea formerly did not have its outlet at Byzantium, but the rivers which empty into the Euxine forced and opened a passage, and then the water was discharged into the Propontis and the Hellespont’’ (Übersetzung: „Das Euxinische Meer hatte früher keine Mündung in Byzanz, aber die Flüsse, die in die Euxine mündeten, zwangen und öffneten einen Durchgang, und dann wurde das Wasser in den Propontis und den Hellespont eingeleitet“) (Anmerkung: Das Euxinische Meer wird heute als Schwarzes Meer, Byzanz als İstanbul, Propontis als Marmarameer und Hellespont als Dardanellen bezeichnet.) (zitiert und übersetzt nach Horace Leonard Jones 1954)
Erste systematische wissenschaftliche Untersuchungen zur Marmarameer-Region hatten bereits Ende des 19. Jahrhunderts mit bathymetrischen Untersuchungen begonnen, die auf untermeerische Strukturen von drei tiefen Becken und ihre dazwischen liegenden Erhebungen im Marmarameer hindeuteten, die sich von der İzmit-Bucht (İzmit Körfezi) im Osten bis zum Golf von Saros (türkisch: Saros Köfezi) im Westen erstreckten. Max Pfannenstiel brachte darüber hinaus auch neben der Meerenge des (rezenten) Bosporus die Existenz eines zweiten „Kanals“ zur Sprache: den Sakarya-Bosporus (auch „İzmit-Kanal“), der während des Quartärs das Schwarze Meer mit dem Marmarameer verband. İhsan Ketin enthüllte in diesem Zusammenhang 1948 in einem Artikel die seismische Natur der Nordanatolischen Verwerfung als eine der weltweit größten aktiven intrakontinentalen Horizontalverschiebungen, worauf die Forschungen von Pavoni (1961) und Kopp et al. (1969) später aufbauten. Celâl Şengör (1979) vermerkten, dass die Entwicklung des Marmarameeres mit der nordanatolischen Verwerfung verbunden war, die sich entlang der nördlichen Ränder des Marmarabeckens nach Westen fortsetzte. Zwischen 1983 und 1987 folgten detaillierte bathymetrische Karten des Marmarameeres aufgrund von Vermessungen durch die türkische Marine, Abteilung für Navigation, Hydrographie und Ozeanographie (TC Deniz Kuvvetleri Komutanliği Seyir Hidrografi ve Oşinografi Dairesi).
1999 bewiesen Yanko et al. einen starken Oberflächenabfluss aus dem Schwarzen Meer ins Marmarameer seit 3000 vor heute, und Anfang des 21. Jahrhunderts gelang es Görür et al., aus Schelfsedimenten des Sakarya-Flusses im Schwarzen Meer nachzuweisen, dass das Schwarze Meer unmittelbar vor seiner Flutung durch das Mittelmeer im Gegensatz zu heute vor etwa 7200 Jahren noch ein Süßwassersee war, der sein Wasser in das Marmarameer leerte, und dass sein Wasserspiegel etwa 18 m niedriger war als der heutige Meeresspiegel, aber über der Schwelle innerhalb des rezenten Bosporus lag. Zudem gibt es Hinweise darauf, dass der Schwarzmeerspiegels auch später nochmals – während der sogenannten „Fanagorischen Regression“, die in das späte Subboreal und frühe Subantlantikum (ca. 1500-500 v. Chr.) eingeordnet wird – eine rapide und relativ starke Senkung des Wasserspiegels auf ein Niveau bis auf 10–15 m unter den heutigen Stand erfuhr.

## Die Rolle des unteren Sakarya und des Sakarya-Bosporus
Auffälligkeiten im Verlauf des Sakarya-Durchbruchs von Inneranatolien durch das Pontische Gebirge nordwärts zum Schwarzen Meer lieferten die ersten Anregungen zu entsprechenden wissenschaftlichen Untersuchungen: Mehrere enge Durchbruchstäler und tektonische Talweitungen markieren Weg und Ablauf des Sakarya-Durchbruchs in seinem Unterlauf von Inneranatolien durch das westliche Pontische Gebirge nach Norden zum Schwarzen Meer. Er bediente sich dabei der mit der tektonischen Strukturierung der westlichen Nordanatolisches Randgebirge seit dem Tertiär entstandenen Linien, Horste und Gräben, wechselte dabei mehrfach seine Laufrichtung und durchbrach nach und nach offenbar phasenweise horstartige Barrieren, ehe er sein eigentliches Ziel, das Schwarze Meer, erreichen konnte. Die genauen zeitlichen Abläufe und Prozesse konnten bislang noch nicht restlos geklärt, aber mit lokalen Forschungen wahrscheinlich gemacht und in Vorgänge bei der Formung der Nordanatolischen Verwerfung eingebunden werden, die nicht nur das Westpontische Gebirge betrafen, sondern auch die Bildung des Marmarameeres nebst Bosporus und Dardanellen. Eine besondere Rolle spielten dabei mehrere markante tektonische Senkenzonen im Nordwesten der anatolischen Halbinsel: Der Karadin-Trog, der Gemlik-İznik-Graben, die Senke der Pamukova, die Grabenzone des Golfs von İzmit und des Sapancasees sowie das Becken der Adapazarı Ovası (Ova = türkischer Begriff für intramontane Ebene, Senke, Becken, breitere Talschaft).
Das südöstlich des Bosporus und des Marmara-Meeres gelegene Gebiet Nordwest-Anatoliens gliedert sich in mehrere Gebirgsschwellen und Gräben, die sich in West-Ost-Richtung erstrecken. Von Norden nach Süden sind es die Kocaeli-Halbinsel (Kocaeli Yarımadası), eine wellige Berg- und Hügellandschaft östlich von İstanbul, die im Durchschnitt in 300–600 m Höhe liegt, danach stößt die Kocaeli-Halbinsel an den tiefen Graben des Golfs von İzmit (İzmit Körfezi) und des Sapancasees (Sapanca Gölü). Darauf folgt die Gebirgsschwelle der fast 1700 m hohem Samanlı Dağları (Kartepe, 1699 m), die Grabenzone des Golfes von Gemlik (Gemlik Körfezi) und des İzniksees (İznik Gölü) mit dem Avdan Dağı (1276 m) und der Yenişehir Ovası (Becken von Yenişehir) im Süden. Im Osten wird das Gebiet durch Durchbruchstalschaften des unteren Sakarya von Bergländern der Nordanatolischen Gebirgsschwelle (von Süd nach Nord: Köroğlu Dağları, Kapıormen Dağları, Akçakoca Dağları) getrennt.
Seinen ersten ausgeprägten Durchlass von Inneranatolien nach Norden fand der Sakarya (Sakarya Nehri) nach längerem Suchlauf westwärts parallel zum Pontischen Gebirge über eine Reihe kleinerer Becken am Westende der Köroğlu Dağları (Demirhanlar Ovası, Vezirhan Ovası, Osmaneli/Lefke Ovası). Mehrere markante Richtungsänderungen vor und nach längeren Engtalstrecken, die auffälligsten nördlich von Bilecik am südlichen und nördlichen Ende des Beckens von Osmaneli, zwei weitere am westlichen und östlichen Ende der Pamuk Ovası bei Mekece bzw. Geyve, bekräftigten die Vermutung auf tektonische Zusammenhänge mit der nordanatolischen Verwerfung, deren Hauptachse vom Sakarya erst im weiteren Verlauf im Becken von Adapazarı im Norden kurz vor seiner Mündung ins Schwarze Meer erreicht wird.

## Der Karadin-Trog
Die nächste Auffälligkeit im Flussverlauf zeigt der Sakarya wenige Kilometer nordwestlich von Osmaneli (Lefke) am nordwestlichen Ende der Osmaneli Ovası, wo der rezente Sakarya von seinem Südost-Nordwest-Lauf in einen Südwest-Nordost-Lauf und in eine markante Engtalstrecke in Richtung auf die Pamukova-Senke umschwenkt. Hier signalisiert der Talverlauf des Arapuçtu Deresi nordwestwärts in Fortsetzung der Osmaneli Ovası die ehemalige Sakarya-Trasse entlang der Arapuçtu-Verwerfung zu einer der großen dazu quer verlaufenden Senkenzone der Nordanatolischen Verwerfung: den Gemlik-İznik-Graben, über den der untere Sakarya nach Meinung der Forschung im Spät-Tertiär über den Gemlik-Golf ins Marmarameer entwässerte.
Von der Nordanatolischen Verwerfung, die sich im Tal nördlich von Mudurnu in drei Äste teilt, verläuft der nördliche Zweig durch die Senke des Sapanca-Sees (bei Adapazarı) nach Westen über İzmit entlang der nördlichen Becken innerhalb des Marmarameeres zum Golf von Saros (Saros Körfezi); der südliche Ast begleitet die Beckenreihe von Bursa, Apuliont-See (Ulubat Gölü) und Manyas-See, und der mittlere Zweig, der Gemlik-İznik-Graben mit der sogenannten Karadin-Rinne (auch Karadin-Trog), durchschneidet die Biga-Halbinsel, nachdem er über Geyve (Senke der Pamukova), İznik-See-Senke und den Golf von Gemlik die Halbinsel Kapıdağ (Kapıdağ Yarımadası) bei Erdek abgetrennt hat.

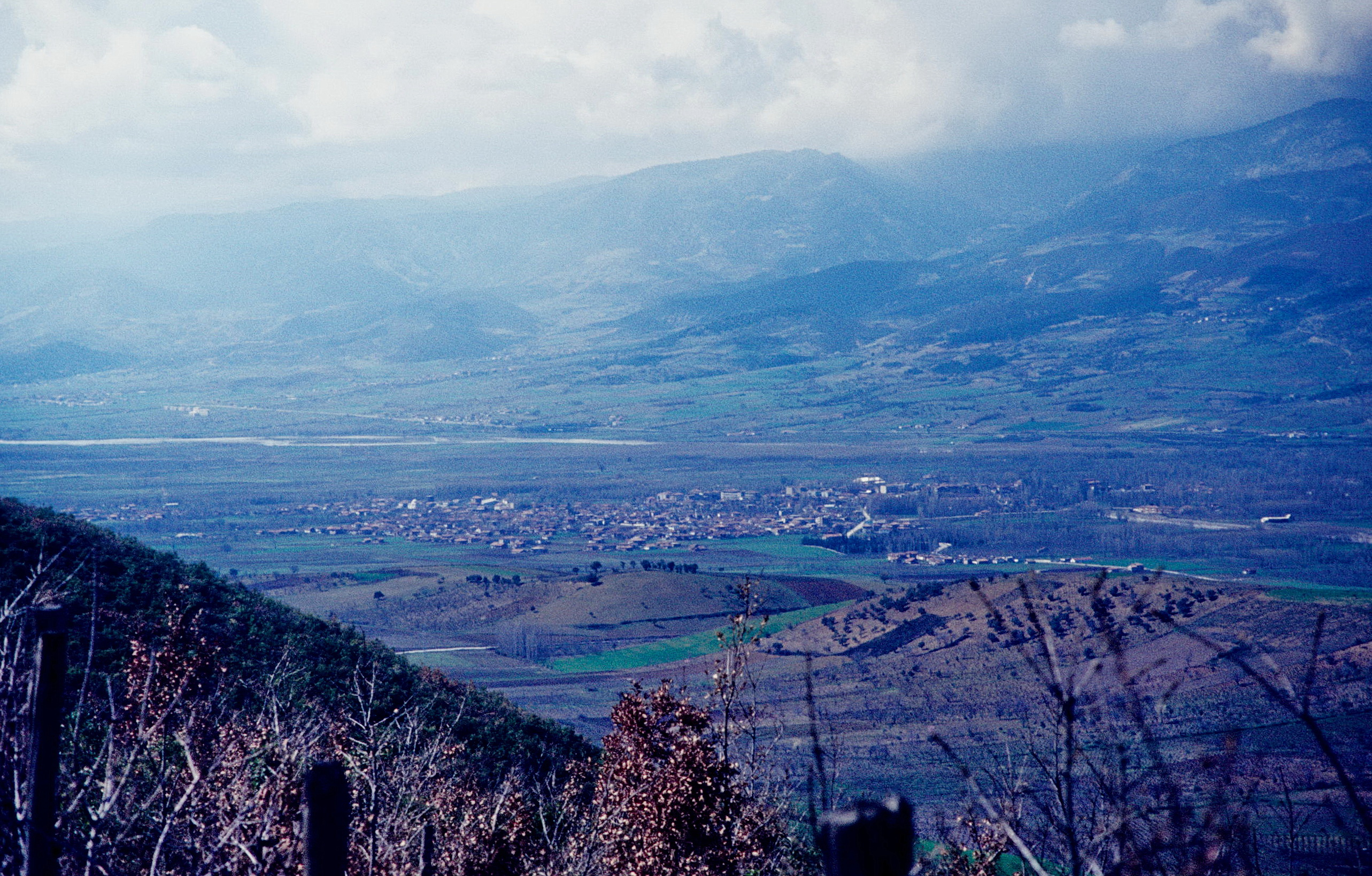
Blick nach Westen in die Pamuk Ovası bei Geyve und auf den Samanlı Dağı; in der Bildmitte der Sakarya Nehri.

Zwischen der Pamuk-Ova und dem Golf von Gemlik (Gemlik Körfezi) im Süden der Gebirgskette der Samanlı Dağları erstreckt sich ein auffälliger Längsgraben in E-W-Richtung, ebenso wie im Norden des Gebirges der Graben von İzmit-Sapanca. Diese Senkungszone, die meist als der Gemlik-İznik-Graben bezeichnet wird, gliedert sich ebenso wie seine nördliche Nachbarsenke infolge der N-S gerichteten Transversaltektonik (quer dazu verlaufende Tektonik) in Mulden und Schwellen. So scheidet ein felsiger Querwall (Garzak-Schwelle, s. u.) den Golf von Gemlik vom Becken des İzniksees, und am Ostrand des İzniksee-Beckens erhebt sich eine lange hügelige Passschwelle, die weiter östlich am Westrand des Beckens der Pamukova verschwindet: der Karadin-Trog. Letztere, hochgelegene Senkenzone, eine lange Ebene in südwest-nordöstlicher Richtung in Art eines flachen Plateaus, das von West nach Ost von 150 m (oberhalb des İzniksees) auf 400 m ansteigt, ehe sie markant in die Sakarya-Senke der Pamuk Ovası (100 m Höhe) abfällt, verbindet die Senke des İzniksees im Westen mit der Pamuk Ovası im Osten und besteht aus einer Kombination vieler kleinerer Ebenen (Karadin Ovası, Kocakuyu Ovası, Hisarcık Ovası, Sarıyazı Ovası und Çerkeşli Ovası), auf deren Feldfluren man immer wieder typische kiesige Fluss-Schotter aus Sakarya-Ablagerungen findet, wie sie auch in der Pamuk-Ova und im İznik-Becken vorkommen. Die langgezogene trogartige Senke, die ihre heutige Form durch das Auffüllen mit Schwemmland auch aus den umliegenden Hochplateaus erhielt, bildet die Fortsetzung des durch die İznik-Mekece-Verwerfung (Mekece = Ort in der Pamuk Ovası) gebildeten Grabengebiets, das auch die Pamuk-Ova einschließt. Im östlichen Teil der hoch gelegenen Rinne ruht der weitgehend natürliche Çerkeşli-See in einem vollständig geschlossenes kleinen eigenen Becken. Das östlichste Glied der langen Einbruchssenke, die Pamuk-Ebene (Pamuk Ovası, auch Geyve Ovası), wird in ihrer ganzen Länge vom Sakarya durchlaufen. Vorkommen von Resten neogener Seeablagerungen in den Randbereichen dieses Beckens – möglicherweise von einem natürlichen Stausee vor der später vom Sakarya durchbrochenen Barriere der Samanlı Dağları – deuten auf die vor-neogene Anlage des Grabens hin. Die Neogenfüllung ist allerdings durch den Sakarya weitgehend ausgeräumt worden.

## Der Gemlik-İznik-Graben
Der westlich der Karadin-Schwelle gelegene ca. 50 m tiefe İzniksee mit einem Wasserspiegel bei 85 m ü. NN, einer West-Ost-Erstreckung von 32 km und einer Breite von im Mittel 10 km liegt ebenfalls in diesem Grabensystem, das sich in Abhängigkeit von der Nordanatolischen Verwerfungszone als Depressionskette bildete, in dem die İznik-Senke im Westen, der Karadin-Trog in der Mitte und die Pamuk-Ova im Osten als Fortsetzung der Gemlik-Bucht des Marmarameeres im Westen angesehen werden. Belebt wird die große, agrarisch genutzte Senke von den beiden Kreisstädten Orhangazi am Westende des Sees und İznik, dem antiken Nicaea, an seinem Ostende. Das mit den Winterregen ansteigende Wasser des Sees übersteigt manchmal den Seespiegel und mündet über ein an seinem Westrand gelegenes Durchbruchstal durch die Garzak-Schwelle in den Gemlik-Golf (Gemlik Körfezi), ist somit ein Süßwassersee mit einem Abfluss nach Westen zum Marmara-Meer über den Garsak Çayı, der sich nach Walter Penck antezedent in die harte Felsschwelle aus paläozoischem Marmor und Kalken eingeschnitten hat. Ernest Chaput allerdings glaubt dagegen, dass diese Drainagefurche durch rückschreitende Erosion eines in den Golf von Gemlik mündenden Flusses entstanden sei, der auch den bis dahin abflusslosen İzniksee angezapft habe, denn er stellte im Westen des Seebeckens bei Orhangazi verschiedene Flussterrassen-Ablagerungen 20–25 m höher als das gegenwärtige Wasserniveau fest. Auch Ahmet Ardel fand am Nordrand des Beckens in der Nähe von Boyalıca vergleichbare Terrassen auf drei Niveaus als Beweise für höhere Wasserstände des Sees im Altquartär und eine phasenhafte Schrumpfung bis zum heutigen Seespiegelstand.

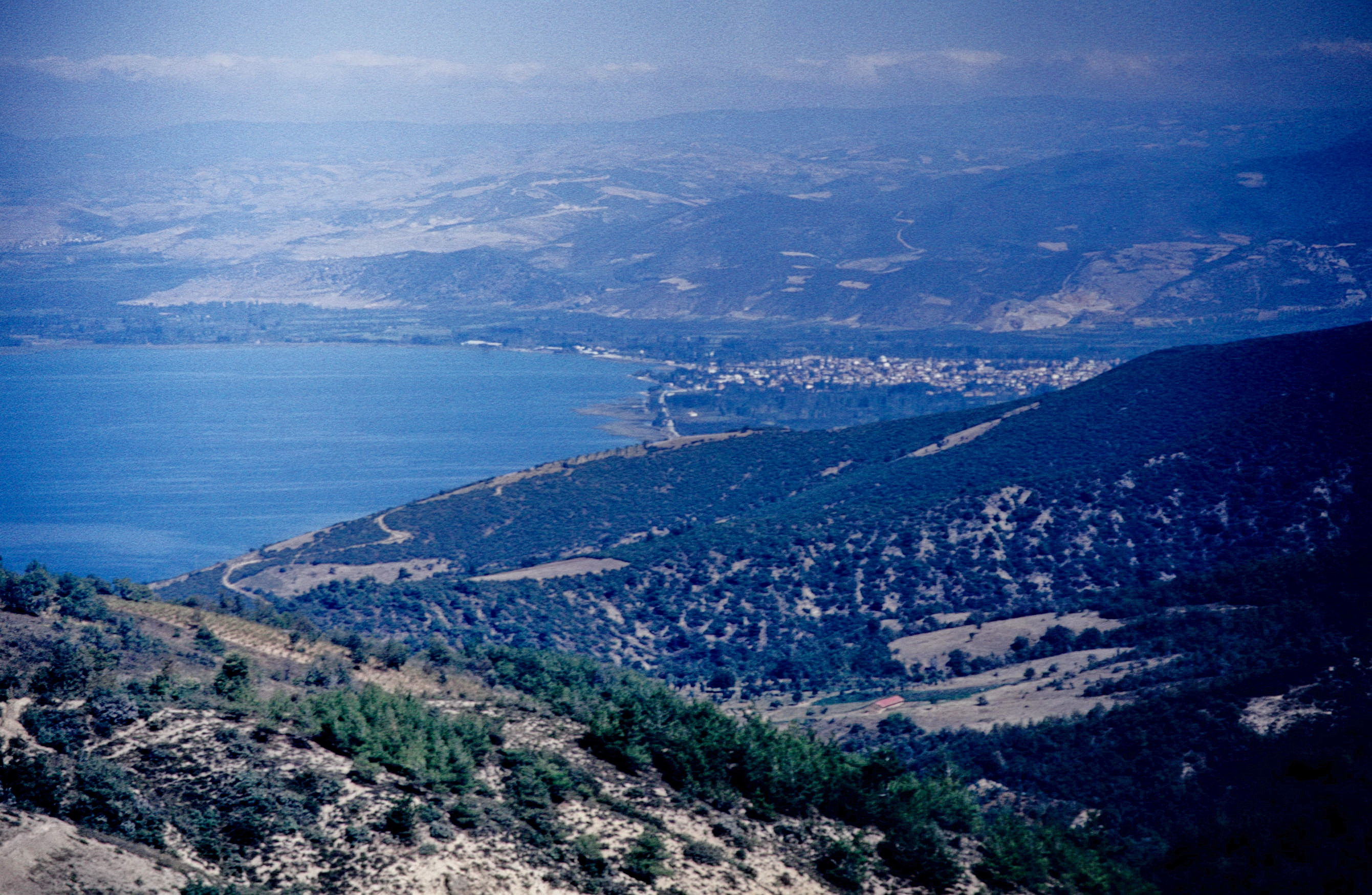
Blick vom Avdan Dağı nach Norden auf die Stadt İznik am Ostende des İzniksees. Im Hintergrund die Samanlı Dağları.

Ahmed Ardel, der erstmals auf die pleistozänen Terrassen im Norden des İznik-Sees aufmerksam machte, gab an, dass der See während des Würm-Pluvials 60 Meter höher war als sein heutiger Wasserspiegel. (der von E. Hull (1884) geprägte Begriff „Pluvialzeit“ bezeichnet niederschlagsreiche Zeiten im mediterranen/subtropischen bis tropischen Bereich während des Pleistozäns und wird weitgehend mit klimatisch kalten Phasen der höheren Breiten parallelisiert. Die zwischen den Pluvialen liegenden Klimaperioden werden als Interfluviale bezeichnet.) Er betonte die Möglichkeit, dass sich die Furche des Garsak Çayı während eines Erosionsprozesses gebildet habe, weil er festgestellt hatte, dass sich der İznik-See zunächst in einem geschlossenen Becken befand, dann aber sein Wasser durch Abfluss in den Gemlik-Golf ergoss. Auch er verknüpft die Senkung des Wasserspiegels mit der Anzapfung des Sees durch den Garsak Çayı. Da es in den Randzonen des westlich gelegenen İzniksee-Beckens mächtige neogene Seeablagerungen gibt, kann man davon ausgehen, dass die Becken-Entstehung in vor-neogener Zeit erfolgte. Vor allem die starke Störung der Schichten am Nord- und Südrand des Beckens deutet auf eine quartäre Einsenkung des mittleren Bereichs, in dem der İzniksee liegt.

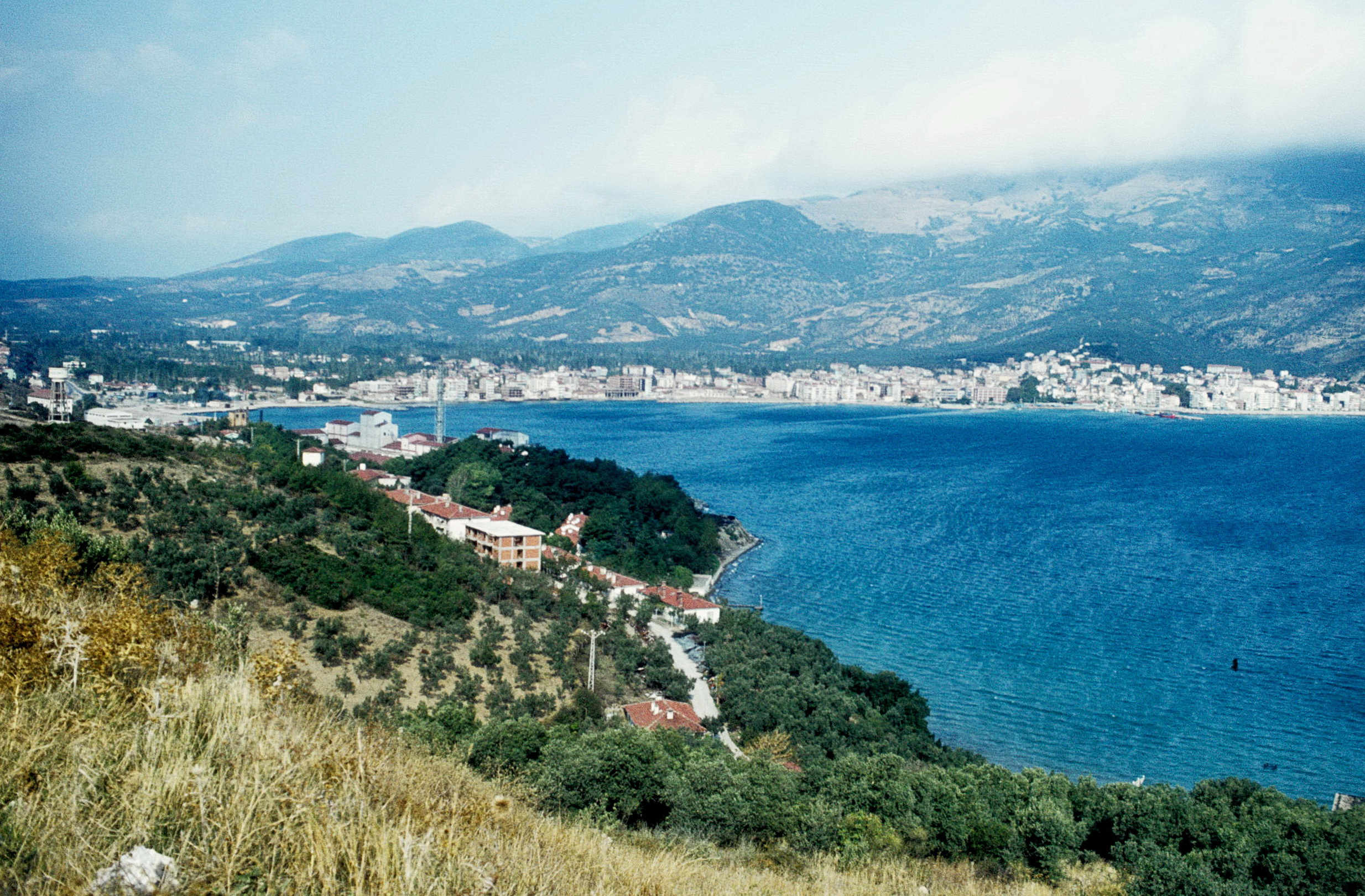
Blick nach Südosten auf die Kreisstadt Gemlik (Bildmitte) über den gleichnamigen Golf und auf den Avdan Dağı (rechts) sowie die Garzak-Schwelle (links im Hintergrund).

Darüber hinaus stellten Ali Tevfik Tanoğlu und Sırrı Erinç Mitte der 1950er Jahre fest, dass diese Terrassen zusammen mit ausgeprägten und ausgereiften Talformen zu einem alten Gewässer gehören, das von Osten her die Garsak-Schwelle erreichte. Die Autoren wiesen darauf hin, dass dieser Formenschatz aufgrund der Breite der Terrassen und der alten Talformen, des Volumens und der Beschaffenheit der Terrassen das Werk eines großen pleistozänen Flusses gewesen sein müsse. Sie betonten zudem, dass dieser Fluss als Folge lokaler tektonischer Hebungen an der Garsak-Schwelle in Etappen Sedimente hinterließ, und kamen zu dem Ergebnis, dass der Sakarya-Fluss während des Pleistozäns dem Karadin-Trog und der İznik-Senke folgend nach Westen floss und dass die reifen Talformen in der Garsak-Schlucht zu diesem Fluss gehören. Sie betonten weiterhin, dass der Sakarya mit einer nachfolgenden Anzapfung nach Norden in die Pamuk-Ova abgelenkt wurde, während sich der schwache Garsak Çayı im alten Sakarya-Tal etablierte. Diese Hypothese wurde später von Turgut Bilgin weitgehend bestätigt. Auch er stellte fest, dass vor der Bildung des Seebeckens ein alter Fluss dort nach Westen floss, der einer bereits ausgereiften Topographie folgte, und dass die alten Talformen und auch fluviale Ablagerungen, die in den hohen Teilen des Samanlı-Gebirges im Norden und um die Karadin-Ebene und Kaynarca im Osten des Beckens beobachtet wurden, auf dieses alte Entwässerungssystem hinweisen. Darüber hinaus betonte er, dass das İznik-Seebecken als tektonisches Becken im gleichen Zeitraum mit dem Gemlik-Golf und den Senken von Adapazarı, Sapanca und des Izmit-Golfs entstand. Spätere Untersuchungen von Ömer Emre et al. vermerkten, dass in dieser Zeit zum ersten Mal die Korridore Sapanca-İzmit und Geyve-Gemlik gebildet wurden und die Samanlı-Berge im Norden sowie die Gürle-Avdan-Masse im Süden zu steigen begannen und sowohl der İznik- als auch der Sapanca-See als Ergebnis dieser Hebung entstanden.

## Die Grabenzone des Golfs von İzmit und des Sapancasees
Das nächste Kapitel der nachweisbaren Sakaryalauf-Veränderung betrifft die nördlich gelegene Grabenzone des Golfs von İzmit und des Sapancasees sowie das Becken von Adapazarı – also den eigentlichen Sakarya-Bosporus. Über die oben erwähnte Anzapfung des Sakarya von Norden her über die Sakarya-Schlucht (Geyve Boğazı) zwischen Geyve und Adapazarı und die Pamuk Ovası gibt es bislang lediglich Hypothesen, aber keine entscheidenden und schlüssigen Untersuchungen, auch wenn entsprechende Vermutungen einleuchtend sein dürften.

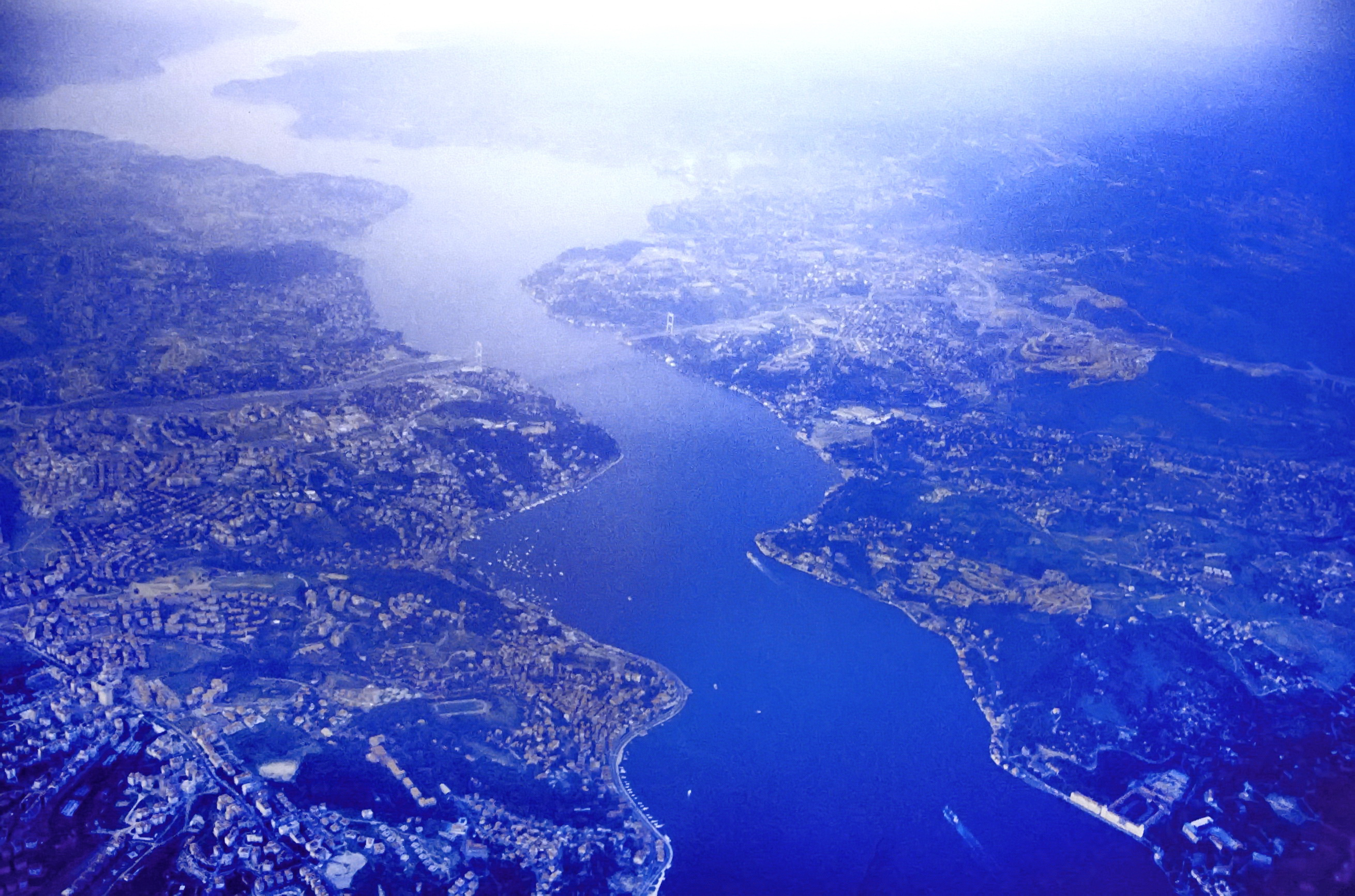
Die Flugaufnahme zeigt mit einem Blick nach Norden die nördlichen Partien des rezenten Bosporus. In der Bildmitte erkennt man die 2. Brücke (Fatih-Sultan-Mehmet-Brücke) über den Bosporus nördlich der Burgen Rumeli Hisarı (links, europäische Seite) und Anadolu Hisarı (rechts, asiatische Seite), davor (links) die Bucht von Bebek

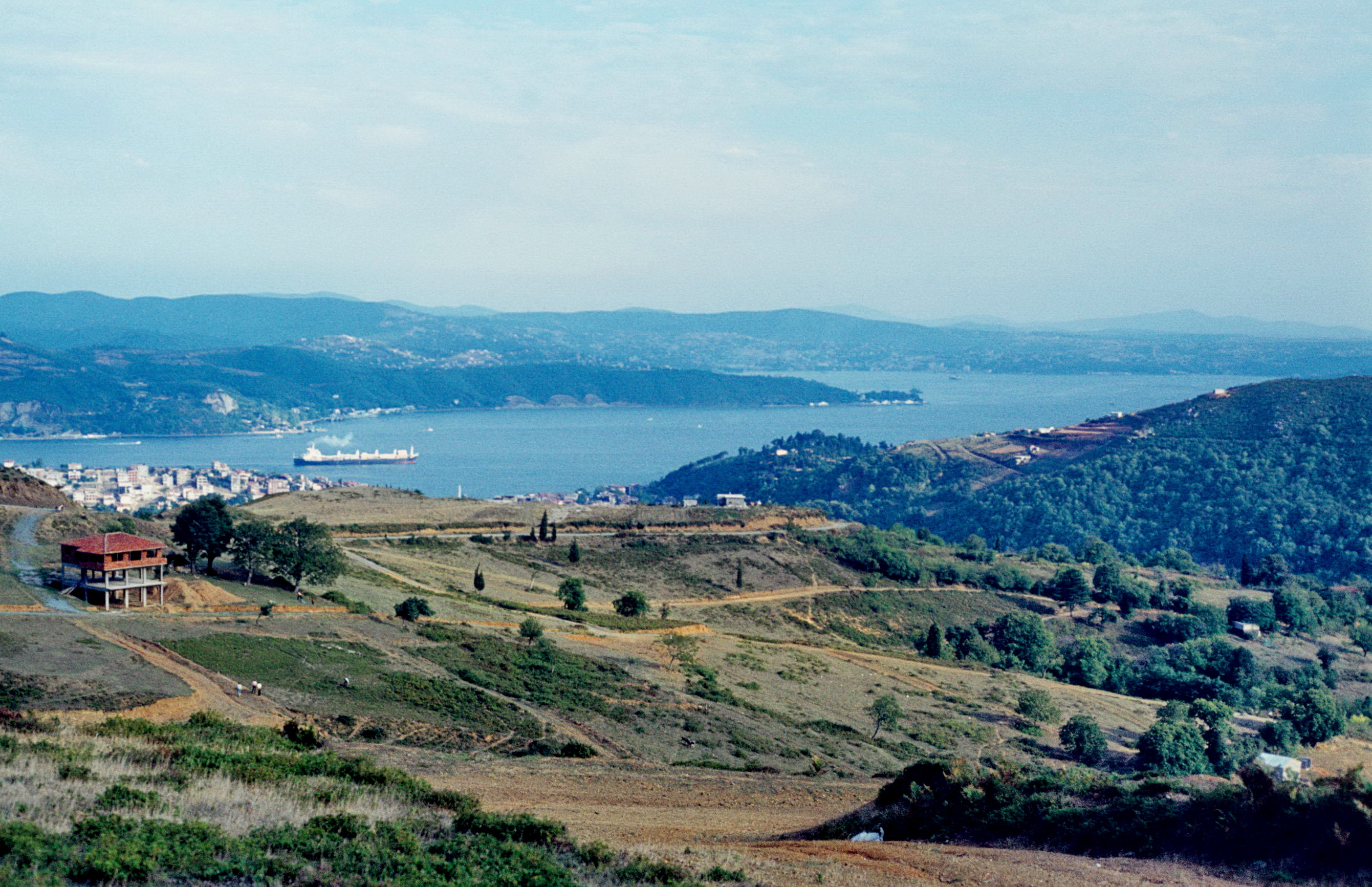
Blick von den Höhen bei Sarıyer (Europa/Thrakien) nach Süden über den Bosporus nördlich von İstanbul

Bis zu den Untersuchungen 1997 von Ryan et al. war man sich in der Forschung einig, dass die Oberfläche des Schwarzen Meeres über eine relativ frühe Verbindung durch den rezenten Bosporus mit dem globalen Meeresspiegel gestiegen war. Aus hydrologischen Erwägungen war man der Meinung, dass der Abfluss aus dem Schwarzen Meer durch diese Meerenge immer kontinuierlich war, selbst bei maximalen Wassertiefständen. Als jedoch mehr und mehr über die Seichtigkeit der Bosporusschwelle bekannt wurde, einer untermeerischen Felsbarriere in der submarinen Morphologie des rezenten Bosporus in Höhe des Leanderturms (Leuchtturm Kız Kulesi) zwischen der Spitze des Alten Serail (Saray Burnu, Sarayspitze unterhalb des Topkapı Sarayı) und dem anatolischen Skutari (Üsküdar), auf die Walter Penck 1919 hingewiesen hat, übernahm Andrey Leonidovich Chepalyga den Vorschlag von Pfannenstiel, die Mündung des Schwarzen Meeres in das Tal des unteren Sakarya-Flusses zu legen und den sogenannten Sakarya-Bosporus mit dem östlichen Arm des Golfes von Izmit und von dort über das Marmarameer bis zur Ägäis zu verbinden.

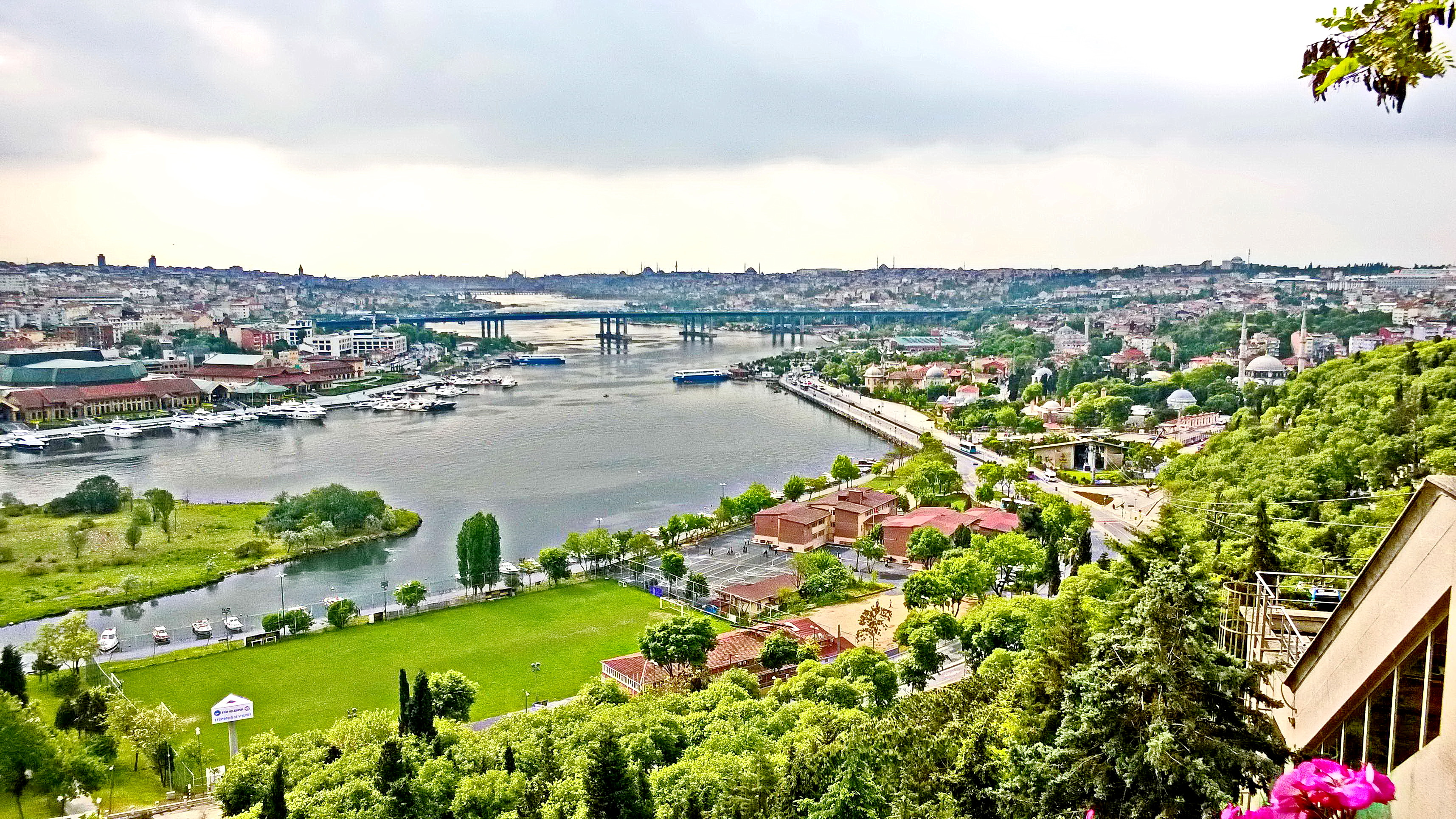
Blick vom Pierre Loti Tepesi in İstanbul nach Osten auf das Goldene Horn (türkisch: Haliç), ehemaliges Flusstal, späterer Meeresarm und gemeinsame Mündung der Flüsse Alibeyköy Deresi und Kağithane Deresi zwischen der Spitze des Alten Serail (Saray Burnu) und Skutari (Üsküdar) in den Bosporus.

Wolf-Dieter Hütteroth hat in seiner Landeskunde der Türkei versucht, Teile dieser Diskussionen "zurechtzurücken" und vermerkt dazu: "Daß der Bosporus viele Züge eines Flußtales aufweist, ist unumstritten. Nach W. Penck (1919) sollen in den Bosporusterrassen, auch in den tieferen, marine Fossilien völlig fehlen. Dies ist ein Hauptargument für die Meinung, daß der Bosporus als Flußtal (in Verlängerung des Goldenen Horns) angelegt und erst später zur Meeresstraße geworden sei. Dieser Zeitpunkt ist allerdings strittig. Nach zahlreichen, vor allem meeresbiologischen Indizien muß aber bereits in früheren Interglazialzeiten eine Verbindung zwischen Schwarzem Meer und Mittelmeer bestanden haben. Wenn der Bosporus noch Flußtal war, müßte es eine andere Meeresstraße gegeben haben, die Pfannenstiel unter Wiederaufnahme älterer Forschungsansätze in der Linie lzmitgolf-Sapancasee-Ova von Adapazarı-Sakaryadurchbruch zum Schwarzen Meer gefunden zu haben glaubt. Überzeugendster Beleg für diese Deutung ist der besonders hohe Anteil von Faunenelementen des Schwarzen Meeres im Sapancasee (nach Cosswic, zit. nach Pfannenstiel 1944). Dieser alte Sakarya-Bosporus habe bis zum Riß/Würm-Interglazial die eigentliche Verbindung zwischen den Meeren dargestellt. Die Breite des Durchbruchstales von der Adapazarıova zum Schwarzen Meer entspricht etwa der des Bosporus und läßt das von daher möglich erscheinen. Dieser Durchbruch wird heute nur in seinem unteren Teil vom Sakarya benutzt. Der obere Teil des Taldurchbruches ist für den kleinen Abfluß des Sapancasees, der heute darin mäandriert, viel zu groß. Der Umschwung oder Wechsel der Meeresverbindung vom Sakaryadurchbruch zur heutigen Meeresstraße soll nach Pfannenstiel durch zwei Faktoren bedingt sein: Einmal hätten die Seitenbäche, die aus dem Gebirge in die Senke des Sapancasees einmünden, diese Senke durch Auffüllung mit hohen Schwemmkegeln während des warmzeitlichen Trockenliegens >verstopft<, so daß der postglaziale Wasseranstieg die Senke nicht mehr dauerhaft fluten konnte. Darüber hinaus sei die Scholle der Bithynischen Halbinsel noch in der Würmphase weiter gekippt worden, und zwar so, daß die beobachtbare +15-m-Terrasse im Osten gehoben, im Westen bei Istanbul aber gesenkt sei, so daß die ältere Meeresverbindung noch zusätzlich durch tektonische Bewegungen aus dem Niveau des Meeresspiegels herausgehoben, die Wasserscheide zwischen dem Marmarameer und dem Knie des Flusses vom Goldenen Horn aber untergetaucht sei. Diese Deutung wird von türkischen Geomorphologen in mehreren Punkten nicht geteilt (Erinç 1954). Sie halten den Bosporus zwar auch für ein ursprüngliches Flußtal, nehmen jedoch ein bereits viel früheres Durchbrechen des Meeres an. Die Schwelle am Südausgang des Bosporus ist nach Erinç auf kaltzeitliche Akkumulation des Flusses aus dem Goldenen Horn zurückzuführen, und der >Sakarya-Bosporus< sei ein ehemaliges Flußbett des Sakarya selbst."
Da das Schwarze Meer während des gesamten Quartärs eine komplexe Reihe von interglazialen Meereshochständen und glazialen Tiefständen erlebte, fiel auch der Sakarya-Bosporus zeitweise trocken, um dann wieder überspült zu werden. Derartige Transgressionen resultierten aus einer Kombination von schmelzenden Eisschilden und Permafrost in Zentralasien östlich des Ural, feuchten Perioden mit erhöhten Niederschlägen, kühleren Intervallen mit reduzierter Verdunstung in Osteuropa und West-Zentralasien und periodischen Wasserabflüssen aus dem Kaspischen Meer durch die Manytschniederung im Süden Russlands. Immer wenn die Schwelle im Sakarya-Bosporus aufgrund des niedrigen globalen Meeresspiegels während der Glazialstadien freigelegt wurde, existierte und agierte das Schwarze Meer unabhängig vom Weltmeer (und Marmarameer), wohingegen zu Zeiten von Interglazialstadien das Niveau des Schwarzen Meeres aufgrund des freien Austauschs über das Marmarameer effektiv an das Niveau der globalen Ozeane angebunden war.
Wie das Becken des Marmarameeres sind auch die Meerengen und Meeresbuchten in ihrer heutigen Gestalt noch sehr jung. Infolge der tektonischen Bewegungen und der eustatischen Meeresspiegel-Schwankungen im Pleistozän war das Marmara-Meer ähnlich wie das Schwarze Meer zeitweilig ein Binnensee, zeitweilig ein Meeresarm des Schwarzen Meeres oder der Ägäischen See. Die ersten Studien über entsprechende Entwicklungen stammen von Jovan Cvijic, C. Risch und Walter Penck. Erst später kamen die Detailuntersuchungen von Max Pfannenstiel hinzu. Er selbst schreibt dazu:
„Der heutige Bosporus von Istanbul wurde, wie wir sahen, erst ab Würm II zur Meeresstraße; vorher war er ein Flußtal (zusammen mit dem Goldenen Horn/Haliç, Anm. d. Verfassers). Dennoch bestand zeitweise eine Meeresverbindung zwischen der Marmara als Nebenmeer der Mediterranis und dem Schwarzen Meer: nämlich 1. in der sizilischen Phase (= Günz/Mindel-Interglazial), 2. zum Schluss der alt-euxinischen Phase (= Ende der Mindelvereisung bis Beginn des Interglazials Mindel/Riß) und 3. während der tyrrhenischen Phase II (= Interglazial Riß/Würm). Der erste, der diesen Kanal erkannte, war der Zoologe W. Kobelt (1898) in seinen ‚Studien zur Zoogeographie‘ (Bd. 2 ‚Die Fauna der Meridionalen Sub-Region‘). Leider sind der deutsche Mann und seine Ansichten vollständig vergessen worden, so daß es eine Verpflichtung ist, ihn im Wortlaut selbst zu hören. Er schreibt Seite 8: ‚Auf der kleinasiatischen Seite sind noch zwei Einsenkungen vorhanden, welche schon bei einer relativ ganz geringen Erhöhung des Pontusspiegels die beiden Becken verbinden mußten. Die eine führt durch den Unterlauf des Sakaria, des alten Sangarius, und das Thal des Tscharyk-Su oder Melas zum See von Sabandscha; dieser aber, der nach den neuesten Messungen nur 17 m über dem Meeresspiegel liegt, wird nur durch eine schmale, noch dazu allem Anschein nach erst durch spättertiäre vulkanische Ausbrüche gebildete Scheide, das Plateau von Sarry Mesche, das sich nicht über 40 m erhebt, von der Küstenebene des Golfs von Ismid getrennt, der schmal und seeartig 80 km tief ins Land eindringt. Diese Senke tritt so auffallend hervor, daß schon CAJUS PLINIUS SECUNDUS, als er Statthalter dieser Gebiete war, dem Kaiser TRAJAN vorschlug, den See durch einen Kanal mit Nicomedia (= Ismid) zu verbinden und so einen direkten, auch im Winter gesicherten Weg von den reichsten Teilen Kleinasiens zu den Städten an der Propontis zu schaffen. Auch die türkischen Sultane haben mehrfach daran gedacht, einen Kanal anzulegen, und in den letzten Jahrzehnten ist das Projekt mehrfach wieder angeregt worden.“

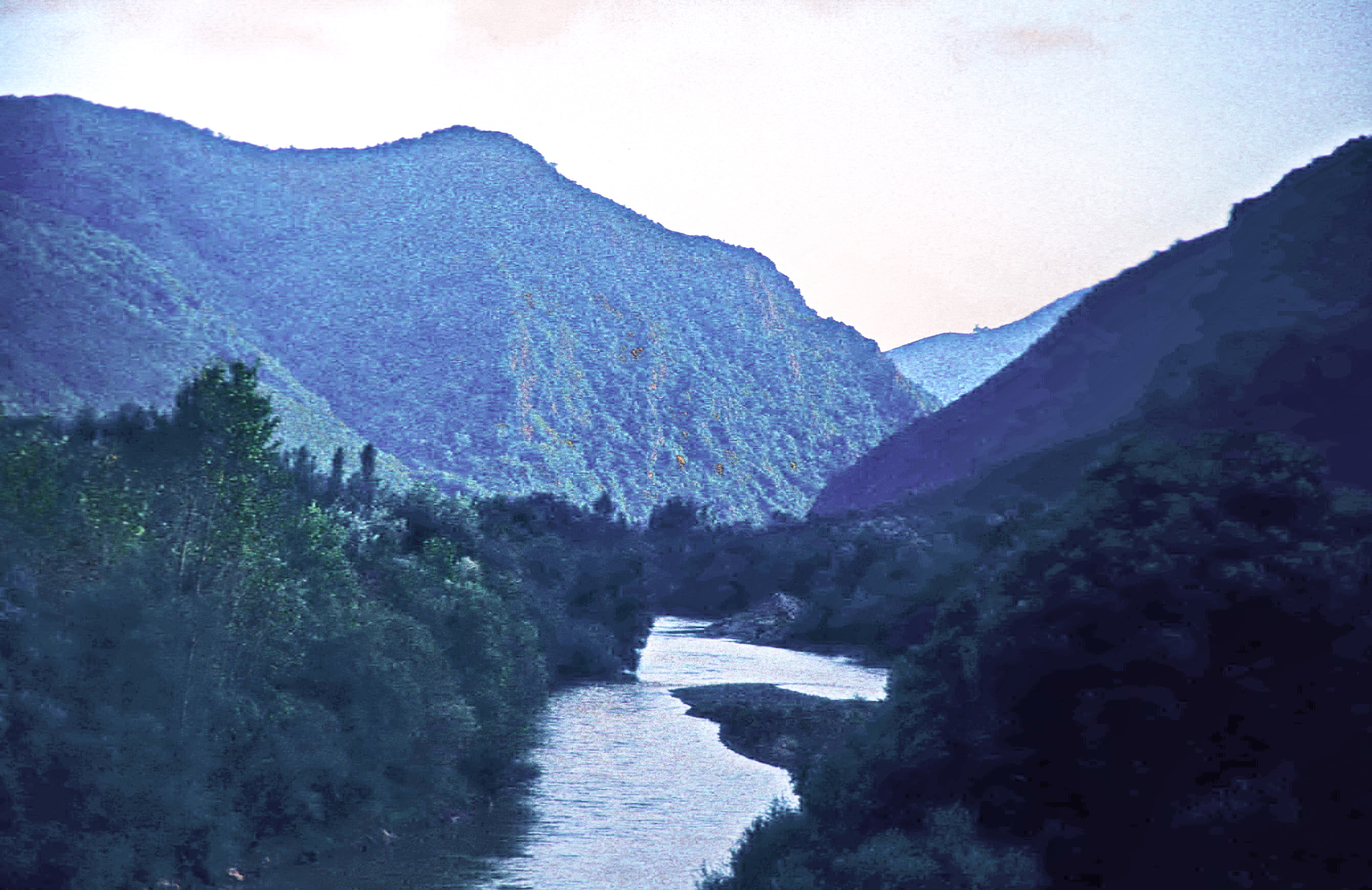
Blick auf den Sakarya-Durchbruch (Geyve Boğazı) durch die Samanlı Dağları zwischen Geyve und Adapazarı.

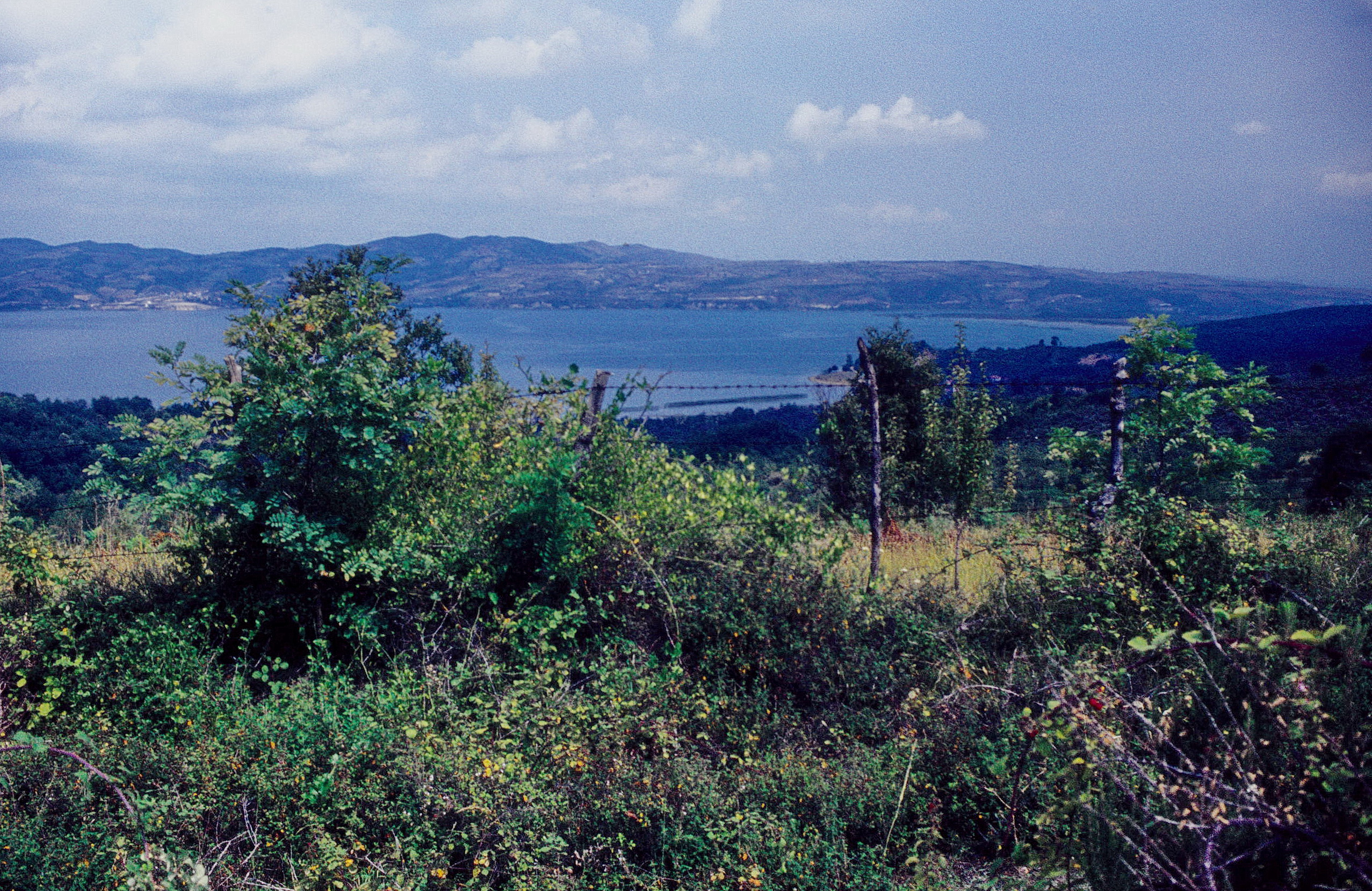
Blick von der Südseite des Sapanca-Sees östlich von Sapanca auf die gegenüber liegenden hügeligen Ausläufer der Kocaeli-Halbinsel

Die Grabenzone des Golfs von İzmit und des Sapancasees sind durch die Gebirgsschwelle der Samanlı Dağları von der Grabenzone des Golfes von Gemlik und des İzniksees getrennt und werden im Osten durch das Durchbruchstal des unteren Sakarya (Geyve Boğazı) durch die Samanlı Dağları von der Nordanatolischen Gebirgsschwelle begrenzt. Sie bildete zusammen mit Teilen der Adapazarı Ovası die von Pfannenstiel 1944 als „Sakarya-Bosporus“ bezeichnete Meeresstraße zwischen Schwarzem Meer und Marmarameer. Dieser Grabenbereich erstreckt sich westlich von İstanbul mit einer Breite von durchschnittlich 5 bis 7 km mehr als 100 km in West-Ost-Richtung. Ihr Boden ist schwach von Osten nach Westen geneigt. Er liegt im Westen tief (über 100 m) unter dem Wasser des Golfs von İzmit und im Osten unter den mächtigen Alluvionen der Ebene von Adapazarı und des Sapancasee-Beckens vergraben. Von West nach Ost reihen sich in diesem großen Längsgraben, der von mehreren wichtigen Verkehrswegen genutzt wird (die alte Fernstraße D100 und die neue Autobahn sowie die Eisenbahnstrecke von İstanbul nach Ankara bzw. Konya), Quergräben und Querhorste auf: die Schwelle von Diliskelesi bei Gebze (−51 m unter dem Meeresspiegel), westlich davon mit 1238 m Tiefe einer der tiefsten Gräben des Marmara Beckens und östlich der Graben des İzmit-Golfs mit einer Tiefe von maximal 183 m. Zwischen İzmit und dem Sapancasee folgt dann als Landrücken ein flacher Transversalhorst (Querhorst) von 37 m Höhe, der vom Graben des Sapancasees abgelöst wird, dessen Seespiegel bei 35 m, sein Boden aber 20 m unter dem Meeresspiegel liegt. Max Pfannenstiel hatte klar erkannt, dass der Sapancasee östlich von İzmit ein Reliktensee der marinen Verbindung von Pontus und Propontis ist, ein Rest des diluvialen Sakarya-Bosporus.
Nach einem engen Grabenteil öffnet sich dann als östlichstes Glied des İzmit-Sapanca-Längsgrabens die große Ova von Adapazarı, die vom Sakarya durchflossen wird. Der Sapancasee besitzt über den Çarksu einen Abfluss zum Sakarya, der durch die Ebene von Adapazarı nordwärts zum Schwarzen Meer fließt. Untersuchungen von C. Risch, Georg Berg und Walter Penck haben gezeigt, dass das Marmara-Meer bis gegen Ende des Pleistozäns diesen Längsgraben zeitweilig und bisweilen nur teilweise überflutete, während der Sakarya in den verlängerten Golf von İzmit einmündete. Nach C. Risch erfolgte die Entwicklung des Golfes von İzmit, des Sapancasees und des Sakarya in 4 Stadien, die später von Pfannenstiel, Georg Berg und Walter Penck modifiziert wurden. Nach Pfannenstiel war der Sakarya-Bosporus zur Zeit des Hochstandes des Mittelmeeres während der tyrrhenischen Phase (quartäre Spiegelschwankungen des Mittelmeeres) der Verbindungskanal zum Sehwarzen Meer. Er hielt es aufgrund von Terrassen und Leitfossilien für sehr wahrscheinlich, dass der Sakarya zum letzten Male während des Ris/Würm-Interglazials (= tyrrhenische Phase II) diese Vermittlerrolle spielte, als das Meer 15 m höher stand. Danach folgte offenbar eine tektonische Schrägstellung von Teilen des Grabens und die post-tyrrhenische Regression des Meeres auf --90 m (= Würm I), die natürlich den Sakarya-Bosporus trockenlegte. Der lange schmale Golf von İzmit wurde Land mit dazwischenliegenden Süßwasserseen. Einer dieser Seen ist der heutige Sapancasee, der andere, inzwischen wieder marin überflutet, erstreckte sich zwischen Dil Burnu und Zeytin Burnu westlich von İzmit.
Alle Flüsse und Bäche, die in den Golf-Graben mündeten, erhielten durch die eingetretene Tieferlegung der Erosionsbasis auf −90 m eine bedeutende Erosions- und Transportkraft und sedimentierten die anfallenden Schottermassen aufgrund der Klimaverschlechterung während des Würm-Glazials (in den betroffenen Gebieten ein Pluvial) in den trocken gefallenen Golf und bauten partiell riesige Schuttkegel auf. Der Jaluk Deresi und der Kilinç Deresi schütteten die großen Deltas von Çatal-Dere Burnu und Dil Burnu auf, die Bäche östlich von İzmit schotterten das Gelände zwischen der heutigen Stadt İzmit und dem Sapancasee auf und der Sakarya das Becken von Adapazarı. Als mit der anschließenden flandrischen Transgression das Meer zurückkam und wieder anstieg, ging die fluviatile Aufschotterung des Grabens rascher weiter voran, als das Meer anstieg, so dass das Meer nicht mehr soweit vordringen konnte wie zuvor, und der Sakarya fand auch seinen alten Lauf nicht mehr nach Westen. Ein nach Norden fließender Bach hatte sich im Laufe der posttyrrhenischen Regression durch die erhöhte Erosion (= neueuxinisches Schwarzmeerstadium) so tief eingraben können, dass er eine trennende Gebirgskette durchschnitten hatte und der Sakarya diesen Weg benutzte, um ins Schwarze Meer zu fließen. Der Sakarya kann also erst ab Würm II ins Schwarze Meer gemündet haben.
Allerdings fand er sein neues (heutiges) Bett nicht sofort: Der rezente Ablauf des Sapancasees, der Çarksu (auch Yavaş Dere/Yavaş Su, in der Antike Melas) fließt gegenwärtig nicht auf kürzestem Wege in den Sakarya, obwohl er bei Adapazarı nur 3 km von ihm entfernt ist, sondern wendet sich von ihm ab und fließt nach Nordwesten, nimmt dabei die Gewässer des Gökceörensees auf und durchbricht die nördliche Randkette der Adapazarı Ovası, fließt dann durch die Ova von Akcakamız und mündet erst viel weiter nördlich bei Seyifler in den Sakarya. AIs die alte Meeresbucht von Adapazarı mit Flussschottern aufgefüllt war und der Sakarya den alten Lauf nach Westen in den Golf von İzmit nicht mehr fand, blieb ihm nur der Weg des heutigen Yavaş Su (Çarksu) offen. Den dürfte der Sakarya eine Zeitlang auch benutzt haben, bis ihn die rückwärtsschreitende Erosion eines im Osten fließenden Gebirgsbaches anzapfte und er seinen Lauf in sein heutiges Bett verlegte.

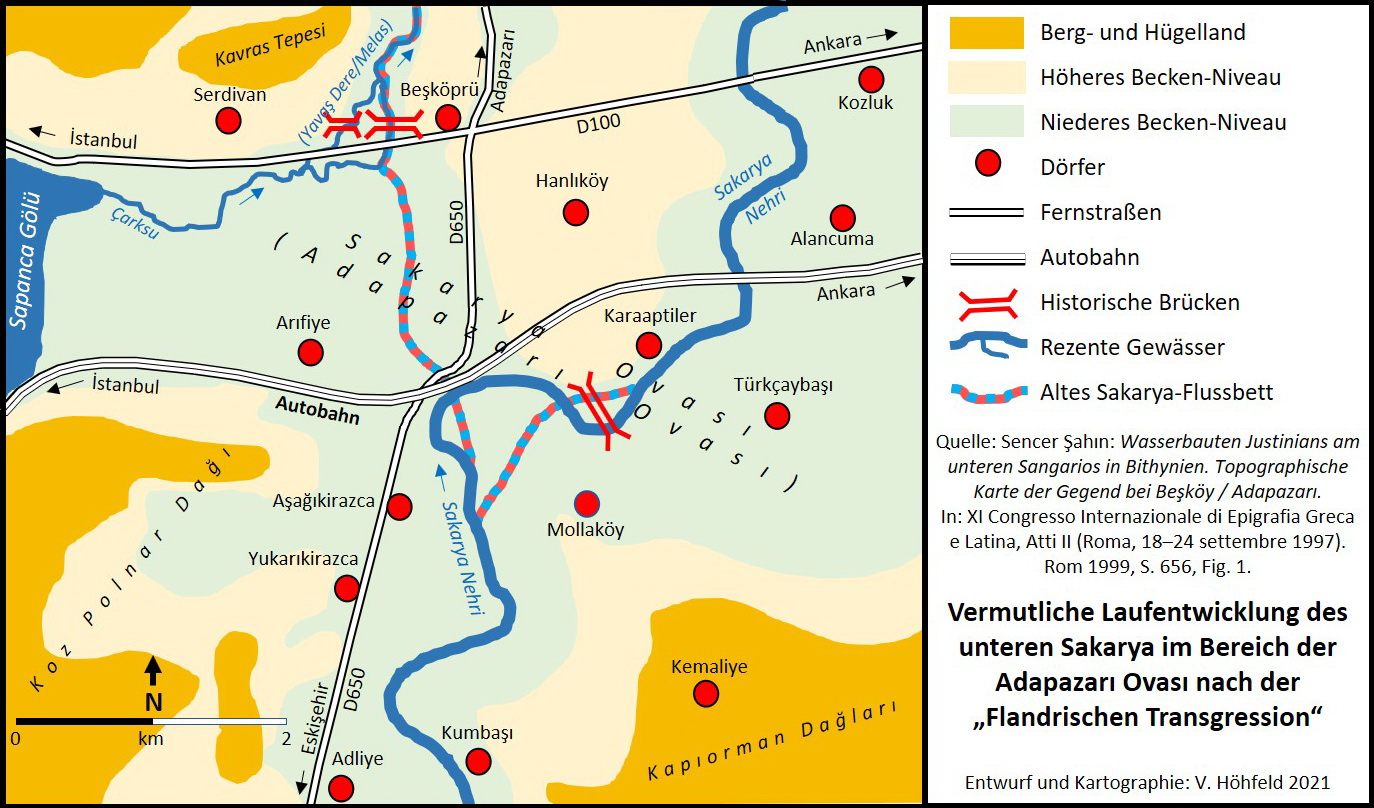
Die Kartenskizze zeigt die wahrscheinliche Laufentwicklung des unteren Sakarya Nehri nach der „Flandrischen Transgression“ in der Ebene von Adapazarı östlich des Sapanca Gölü

Sencer Şahın analysierte Ende des 20. Jahrhunderts die Situation zwischen dem heutigen Verlauf des Sakarya, dem Çarksu und dem alten Flussbett des Sakarya im Becken von Adapazarı im Zusammenhang mit seinen Recherchen zu den Kanal- und Brückenbauten Justinians am unteren Sangarios in Bithynien um 559/560, fertigte darüber sogar eine Skizze an, wobei speziell eine der Brücken über den antiken Melas (heute Çarksu) zur Identifizierung der Laufverlegung des Sakarya wesentlich beiträgt: „Aus den Berichten anderer Autoren hat man in der modernen Forschung das justinianische Bauwerk einstimmig mit einer imposanten Steinbrücke identifiziert, die heute den kleinen FIuß Çarksuyu (den antiken Melas) überquert, der den Sapanca-See (Lacus Sunonensis) in nördlicher Richtung entwässert und etwa 5-6 km östlich vom Sangarios liegt. Wegen ihrer rätselhaften topographischen Lage und architektonischen Besonderheiten ist diese sogenannte Sangariosbrücke Justinians ein viel diskutiertes Thema der modernen Altertumsforschung geworden.“
Die 340 m lange und 9 m breite Brücke mit insgesamt 13 Bögen liegt einige Kilometer nordöstlich des Sapanca-Sees über dem östlichen Arm des Çarksu (antiker Melas), der den Sapanca-See entwässert. Sencer Şahın bemerkt dazu: „Es wird auf den ersten Blick klar, daß diese mächtige Brücke nicht für einen kleinen Fluß wie den Çarksuyu, also den alten Melas gebaut worden ist. Die Bauart ihrer Pfeiler erweckte auch Zweifel, ob sie überhaupt für einen Fluß bestimmt war, der die gleiche Laufrichtung wie der heutige Çarksuyu hatte. Jedenfalls haben diese kuriosen Eigentümlichkeiten des Bauwerkes zu der Annahme verleitet, daß die Brücke ursprünglich den Sangarios überspannte, der heute 5-6 km östlich ebenfalls in Süd-Nord-Richtung fließt. Ein Kreuz auf dem mittleren Block des 5. Bogens von Westen lässt das Bauwerk eindeutig als christlich-byzantinisch erkennen. Daß die Brücke von Justinian gebaut wurde, ist die einhellige Meinung der Wissenschaftler.“ Zudem verband Justinian wohl beide Flüsse durch Kanalbauten, wobei er offensichtlich u. a. die Trasse eines alten Sakarya-Verlaufs zwischen den Orten Aşağıkirazca und Beşköprü südlich von Adapazarı benutzte.
Der byzantinische Geschichtsschreiber Georgios Pachyrneres berichtet im 14. Jahrhundert über den schwer passierbaren Sangarios und den häufigeren Bettwechsel des Flusses. In diesem Zusammenhang vermerkt er, dass der Sangarios einmal im Monat März plötzlich seine Richtung änderte und sein altes Bett mit der Justinian-Brücke nutzte, wo jetzt der Melas fließe und später wieder in sein eigenes Bett zurückkehrte. Er berichtet zudem, dass der Fluss wegen der reichlichen Niederschläge oft überflutete und sein Bett wechselte. Einige byzantinische Quellen des 10. Jahrhunderts erwähnen darüber hinaus eine „Gabelung des Sangarios“, so dass ein Zwei-Flüsse-System mit einer Insel zwischen Sakarya und Melas entstand, die sich 30 km nördlich von Sapanca wieder vereinigen. Auf dieser „Insel“ liegt heute die Stadt Adapazarı (übersetzt: Insel-Markt).
Genaue Zeitangaben, von wann bis wann der Sakarya-Bosporus effektiv bestanden hat, sind aufgrund mangelnder Untersuchungen, z. B. anhand von Fossilien, bislang nicht eindeutig geklärt. Da der heutige Bosporus erst seit Würm II besteht, aber mehrfach im frühen Pleistozän eine Verbindung zwischen Marmarameer und Pontus bestanden hat, muss der Sakarya-Bosporus seit dem Alt-Diluvium/Alt-Pleistozän (sizilische Phase: Günz/Mindel-Interglazial) bestanden haben – allerdings mit gelegentlichen Unterbrechungen.

## Spekulationen über die „Große Flut“
Gegen Ende des 20. Jahrhunderts verdichteten sich Untersuchungen mehr oder weniger spekulativen Charakters über Vorgänge eines sintflut-artigen Wasseraustauschs zwischen Schwarzem Meer und Mittelmeer als „Große Flut“ über den (rezenten) Bosporus. Entsprechende „Legenden“ über die Sintflut finden sich in verschiedenen Versionen eines alten mesopotamischen Flutmythos in mehreren Weltreligionen, so u. a. im biblische Bericht von Noahs Sintflut, die aufgrund des steigenden öffentlichen Interesses auch mit dem Schwarzen Meer in Verbindung gebracht wurde. Seit Ende der 1990er Jahre wurden zwei Szenarien dieser „Großen Flut“ für das Schwarze Meer vorgeschlagen:
- Die ursprüngliche Hypothese von W.B.F. Ryan[51] über ein entsprechendes Ereignis im frühen Holozän, das durch einen katastrophalen Mittelmeereinstrom vor etwa 7200 Jahren verursacht wurde, bzw. die 2003 modifizierte Hypothese von W.B.F. Ryan gleichen Inhaltes für die Zeit von vor 8400 Jahren[52];
- ein spätpleistozänes vergleichbares Ereignis postulierte 2003 Andrey Leonidovich Tchepalyga, das durch den Überfluss des Kaspischen Meeres zwischen 16000 und 13000 Jahren vor heute verursacht wurde.[53]

Beide Hypothesen besagen, dass die massiven Überschwemmungen des Schwarzmeerbeckens großflächigen Umweltveränderungen mit tiefgreifenden Auswirkungen auf die prähistorischen menschlichen Gesellschaften der betroffenen Regionen hatten und die Grundlage für die biblische Legende der Sintflut bildeten. Die spätquartäre Geschichte der Verbindung des Schwarzen Meeres mit dem östlichen Mittelmeer in Form einer katastrophalen Flutwelle wurde daraufhin intensiv diskutiert. Ryan, Pitman und Mitarbeiter befürworteten zwei Ausflussimpulse vom Schwarzen Meer in den Weltozean zwischen 16000 und 14700 sowie zwischen 11000 und 10000 vor heute. Sie deuteten an, dass vor 14700–11000 Jahren und vor 10000–8400 Jahren der Pegel des Schwarzen Meeres auf unter 100 m gefallen war und sich um 8400 vor heute eine katastrophale Flut ereignete, die das Schwarze Meer mit salzhaltigem Wasser aus dem Mittelmeer wieder auffüllte.
Bei wissenschaftlichen geologischen und paläontologischen Forschungen wurde dazu festgestellt, dass Überschwemmungen im späten Pleistozän wohl intensiv und erheblich waren, aber der Anstieg des Schwarzmeerspiegels im frühen Holozän war dies offensichtlich nicht. Vor etwa 11000 Jahren war das Schwarze Meer allmählich um etwa 20 m angestiegen, um anschließend in der jüngere Dryaszeit um 50 m zu fallen. Als es sich dann vor etwa 9500 Jahren wieder mit dem Marmarameer verband, hob das einströmende Mittelmeerwasser den Schwarzmeerspiegel sehr allmählich um bis zu 20 m und erhöhte dadurch allerdings den Salzgehalt des ehemaligen Süßwassersees. Beweise für eine katastrophale Überflutung des Schwarzen Meeres im frühen Holozän lieferten die Daten nicht. Darüber hinaus zeigen archäologische und paläoökologische Forschungen aus der Pontischen Region bislang keine relevanten Veränderungen einer Bevölkerungsdynamik zwischen 14000 und 6000 vor heute, die mit einer Katastrophe großen Ausmaßes in Verbindung gebracht werden könnten, und sie brachten auch keine Hinweise auf Veränderungen der menschlichen Lebensgrundlagen für diesen Raum im frühen Holozän.
Beweise aus seismischen Profilen und datierten Bohrkernen im Marmarameer belegen schlüssig, dass die entsprechende Flut nicht aufgetreten ist. Stattdessen befindet sich das Schwarze Meer auf oder über der Bosporusschwelle und fließt seit etwa 10500 Jahren unvermindert in den Atlantik. Dieser Abfluss bildete allerdings zunächst von etwa 10500 bis 9000 vor heute einen kaskadierenden Fluss, bis das Niveau des Atlantiks und damit auch des Marmarameeres die Höhe der Schwelle in der Bosporustalung erreichte. Von 9000 bis 8400 vor heute war der Abfluss stark genug, um zu verhindern, dass größere Mengen salzhaltigen Wassers in das Schwarze Meer drang und Meeresfaunen von Westen in das Schwarze Meer gelangten. Beginnend etwa um 8500 vor heute etablierte sich eine zwei-Wege-Strömung, die das Schwarze Meer schnell salzhaltig machte und ersten „Einwanderer“ aus dem Mittelmeerraum (Dinoflagellaten und benthische Foraminiferen/Algen) dorthin brachte. Erst erheblich später, etwa vor 7150 Jahren, wurde der Salzgehalt der Schelfgewässer im Schwarzen Meer hoch genug, um das Gedeihen von Euryhalinen (salztolerierende) Weichtieren zu ermöglichen.